# 李天一打人事件
李天一打人事件，是2011年9月6日发生于北京市海淀区西山华府小区内的一起民事纠纷。宝马车主李天一（现名李冠丰）和奥迪车主苏某因与某业主夫妻纠纷，而殴打该业主夫妻。因宝马车主李天一为中国歌唱家、中国人民解放军文职干部李双江之子，而引起关注。

## 事件经过
2011年9月6日晚，北京市海淀区西山华府小区，一对业主夫妻在驾驶自家别克汽车，刚要拐入小区的南门时，未打开转向灯，险些与后面的宝马汽车（没有牌照）、奥迪汽车（晋O00888）发生碰撞，双方发生争吵后，遭到宝马和奥迪司机的殴打，并大声叫嚣“谁敢打110！”打人者被100多业主围住，并有一辆丰田越野车挡住其去路，两车主随后弃车逃跑，随后被警方控制并带走，夫妇二人送至医院救治，其中丈夫头部被缝11针，妻子头部被治疗后已无大碍。
无牌照的宝马汽车司机是李双江与梦鸽的儿子李天一，15岁，无驾照。牌照为晋O00888的奥迪汽车司机，自称是山西省太原市公安局局长苏浩的儿子，名叫苏楠。警方称该车为套牌车。因二人涉嫌寻衅滋事罪，北京市海淀区警方依法对2人进行刑事拘留。
据目击者称，宝马汽车内有人民大会堂的车辆通行证，同时还有一把“冲锋枪”。警方调查认定该枪是塑料材质玩具枪，未达到《公安机关涉案枪支弹药性能鉴定工作规定》中认定为枪支的标准以及仿真枪的标准。有网友对警方的调查结论提出了质疑。

## 后续
9月8日，李双江、梦鸽夫妇到中国人民解放军第三〇九医院看望了伤者，伤者表示坚持走司法程序。
 9月8日晚，李双江接受网易娱乐专访，谈及儿子打人事件，他说要深刻检讨自己，因为忙于工作，没有好好管教。说到儿子打人原因，他说，儿子处于青春期，太过冲动，而且交了一些不好的朋友。
李双江离开后，被打的杨女士拒绝回答记者的询问，并喊着：“不要再拍了，我有我的自由。”边说边躲到墙角，以手掩面。之后说：“这个孩子才15岁，我不恨他，他只是冲动吧，思想不成熟，孩子都有做错事的时候，我15岁时也有，所以，我和我爱人愿意给他一个机会，这有利于他的成长。”
9月12日中秋节晚上，李双江、梦鸽夫妇再次到中国人民解放军第三〇九医院看望了伤者，并再度致歉。他们透露，李天一、苏楠仍然被警方刑事拘留。杨女士称，孩子都有做错事的时候，“我并不恨他们。”但她表示仍将通过法律手段维护自己的权利。
9月15日，北京市公安局公布了案件工作进展：李天一被认定构成寻衅滋事犯罪，被处收容教养一年；苏楠年满18岁，被警方提请逮捕。
11月17日，太原召开全市公安机关干部大会，宣布现任公安局局长苏浩（苏楠的父亲）的工作调动通知。

## 争议
此事件在微博引起网友的关注，有网友在北京市公安局公区交通管理局网站，输入奥迪车牌号，发现该车自2008年9月4日至2011年8月31日，共有36起违章记录，而且均未处理（未缴罚款）。后有人透露该车的车主是山西省国税局局长许月刚。山西省国税局随后发表公告，称该车在2004年8月之前被国税机关使用，之后已将车牌移交山西省交警部门，该车为越野吉普车，并非是奥迪车，所以此事件与山西省国税局无关。随后有人称苏楠是苏浩（山西省太原市公安局局长）的私生子，苏浩在接受媒体采访时，一直持否认的态度，称他（苏楠）是为减轻处罚，才编造了与他的亲属关系。2011年11月17日，苏浩工作被调离，但具体原因官方未说明。

## 媒体报道
美国之音认为，至少从标题来看，对李双江儿子打人一事，中国民间和官媒展现出截然不同的视角。民间视角着重权贵及其家人可以肆意欺压民众；官媒视角则着重打人一方的家人通情达理。
《广州日报》报道，记者们正欲采访伤者时，医院派人将记者拦出病房。《京华时报》记者的记者证件遭到没收。《娱乐现场》的记者表示，在拍摄时遭到恐吓，对方声称“再拍就把机器给你砸了”。